# Mykeny w mitologii greckiej
Mykeny – według mitologii greckiej wielki gród na Peloponezie, rządzony przez takich władców, jak Perseusz czy Agamemnon, identyfikowany z rzeczywistym miastem greckim.
Od Myken bierze swą nazwę cała epoka, na którą przypada początek historii Greków. Czas trwania Epoki mykeńskiej jest określany na lata 1550-1150 p.n.e.
Mykeny były ogromną cytadelą. Jan Parandowski opisuje ją jako ponure zamczysko, które otaczał mur z wielkich głazów, dookoła zaś rozpościerały się nagie, jałowe góry rdzawego koloru. Ziemie te podlegały wcześniej pod władzę Argos. Władców Myken określa zaś Parandowski jako ludzi twardych i rozmiłowanych w złocie. Obca im była naturalna śmierć, umierali śmiercią gwałtowną, by potem straszyć wśród grobów w postaci upiorów. Miały one nocną porą wychodzić na mury, odziane w lśniące zbroje i złote maski oraz purpurowe płaszcze obszyte blaszkami ze złota. By nie narazić się im, na grobach poświęcano im krwawe i sute ofiary.

## Eponim – Mykeneus
Wedle jednej z wersji mitu założycielem Myken oraz ich herosem eponimicznym był Mykeneus. Jego dziadkiem miał być Foroneus, natomiast ojcem Sparton. Pauzaniasz wątpi jednak w te informacje.

## Założenie grodu – Perseusz

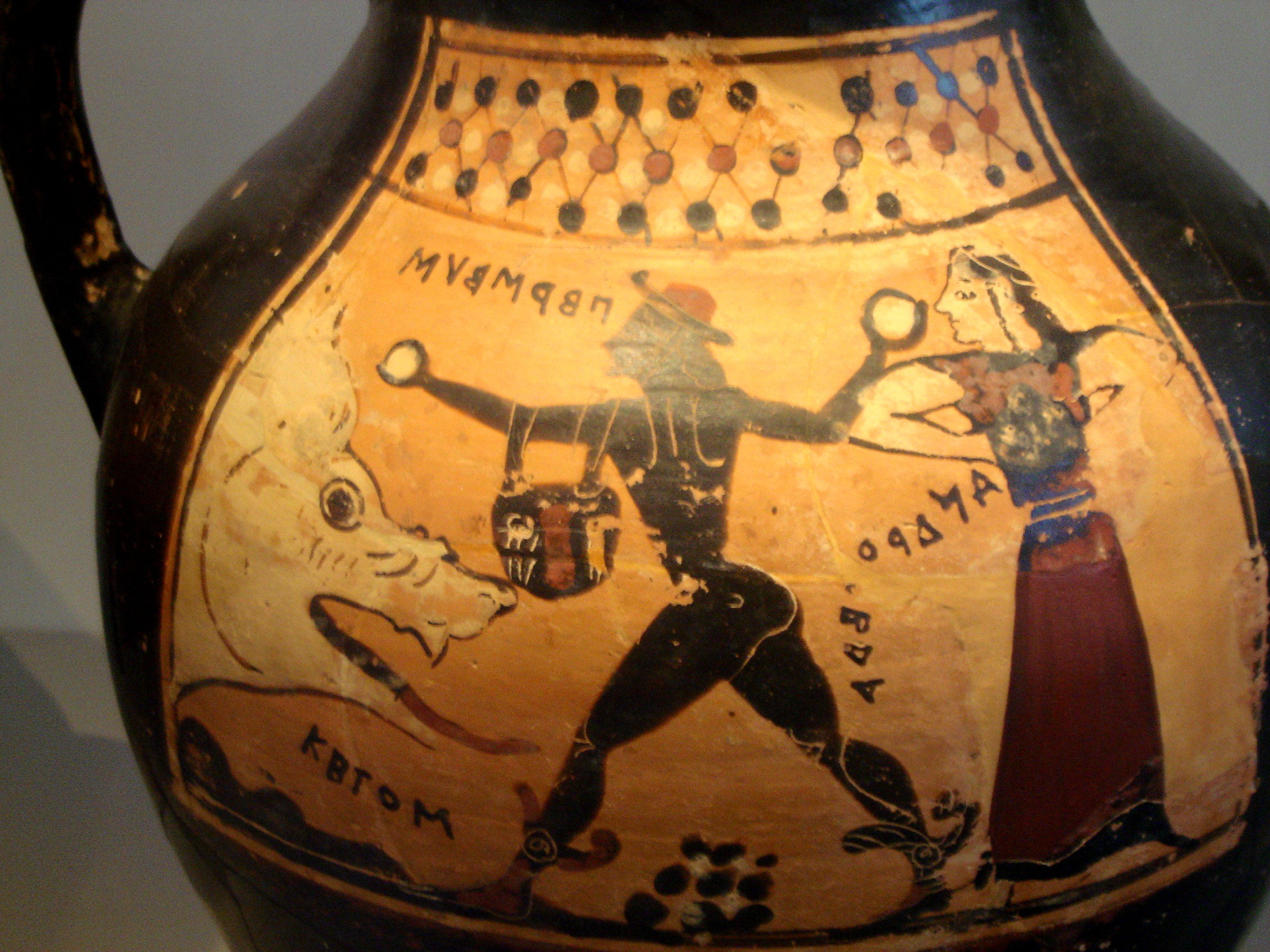
Pierwszy król Myken – Perseusz – ze swą przyszłą żoną Andromedą

Inna wersja mitu przypisuje założenie miasta Perseuszowi. Heros ten, związany także z Argolidą, był synem Zeusa i Danae, córki króla Argos, Akrizjosa. Ze względu na osobę matki był dziedzicem Argos. Przypadkowo spowodował śmierć dziadka, w związku z czym nie chciał objąć dziedzictwa po nim – zamienił się ze swoim krewnym Megapentesem, obejmując zamiast niego władzę w Tirynsie.
Według innej wersji Perseusz jedynie ufortyfikował Mykeny. Pogląd ten wyznaje Apollodoros, w przeciwieństwie do Pauzaniasza, który właśnie w Perseuszu widział założyciela miasta. Tak czy inaczej mury mykeńskie nie zostały ułożone ludzką ręką. Wybudowali je cyklopi, którzy przedtem ufortyfikowali również Tiryns. Zaświadcza o tym Pauzaniasz w Przewodniku po Helladzie.
Robert Graves w Mitach greckich nie tylko przyznaje założenie Myken Perseuszowi, ale także to z nim wiąże nazwę miasta: pewnego razu, gdy bohater był spragniony, z ziemi wyrósł grzyb (mykos), z którego wytrysnął strumień wody.
Perseusz i jego żona Andromeda żyli długo. W Mykenach narodziło się pięciu ich synów o imionach Alkajos, Stenelos, Helejos, Mestor i Elektryon, a także córka Gorgofone. Po śmierci małżonkowie zostali przeniesieni na nieboskłon jako gwiazdozbiory Perseusza i Andromedy.

## Elektryon
Koronę Tirynsu odziedziczył Alkajos, władzę w Mykenach objął natomiast Elektryon. Ożenił się on z Anakso, córką swojego brata Alkajosa, która urodziła mu dziewięciu synów. Jego panowanie nie należało do spokojnych. Brat króla, Mestor, spłodził bowiem ze swą małżonką Lizidike córkę Hippotoe. Spodobała się ona Posejdonowi, który porwał dziewczynę i zabrał ją na jedną z Wysp Echinadzkich, gdzie urodziła mu syna, Tafiosa. Ten ostatni był założycielem kolonii na Tafos oraz władcą Teleboejczyków. Najechali oni Mykeny pod wodzą synów Pterelaosa, syna Tafiosa. Elektryon odparł najeźdźców, którzy jednak ukradli jego bydło, powierzając je władcy Elidy, Poliksenosowi.
Jest wiele wersji mitów omawiających kolejne wydarzenia. Według jednej syn Alkajosa i bratanek Elektryona, Amfitrion, odzyskał bydło, płacąc za nie okup. W nagrodę władca obiecał mu rękę swej córki Alkmeny i uczynił swym zastępcą, gdy wyruszał z wyprawą odwetową przeciw Teleboejczykom Pterelaosa. Wedle innej wersji sam Elektryon odzyskał bydło, kupując je od króla Elejczyków. Tarcza Heraklesa opowiada z kolei o sporze pomiędzy Elektryonem i Amfitrionem: być może o to, jaka część odzyskanego bydła powinna przypaść Amfitrionowi. Zdarzyło się wtedy, że krowa z tego stada, pochyliwszy głowę, rzuciła się na króla. Amfitrion rzucił maczugą czy też kijem we wściekłe zwierzę. Kij odbił się od jej rogów, uderzając Elektryona w głowę i powodując śmierć monarchy. Wedle Tarczy Heraklesa Elektryon został zamordowany przez Amfitriona.

## Stenelos
Stenelos, inny syn Pereusza i Andromedy, rządzący do tej pory w Argos, wykorzystał sytuację. Wygnał bratanka i przejął władzę w Mykenach. Amfitrion i Alkmena osiedlili się w Tebach.
Z żoną swą, której imię podaje się różnie (Nikippe, córka Pelopsa, Artibia czy Antibia), spłodził Stenelos liczne potomstwo, do którego zalicza się Eurysteus.
Stenelos udzielił pomocy synom Pelopsa, Atreusowi i Tyestesowi, po tym, jak zabili swego brata Chrysipposa (wedle innej wersji mitu uczynił to jego syn Eurysteus).
Po wyrzuceniu swego bratanka władca przekazał w zarząd Mideę Atreusowi i Tyestesowi.

## Eurysteus i służba Heraklesa
Zeus na ostatnią śmiertelną wybrankę swego serca wybrał Perseidkę Alkmenę. Kierował się tu nie jej niespotykaną urodą (Graves pisze nawet, że była najpiękniejszą kobietą swych czasów), chodziło mu raczej o spłodzenie wielkiego potomka, dobrodzieja zarówno rodzaju ludzkiego, jak i bogów olimpijskich. Uwiódł więc Alkmenę, wierną żonę Amfitriona. Obiecał potem bez namysłu, że kolejny chłopiec z rodu Perseusza, który od tej chwili przyjdzie na świat, odziedziczy władzę w Mykenach. Hera, zazdrosna po zdradzie męża, postawiła sobie za cel udaremnienie wywyższenia zeusowego syna. Opóźniła z pomocą Ejlejtyi poród Alkmeny, przyśpieszyła natomiast poród Eurysteusa, syna Stenelosa, który przyszedł na świat w siódmym miesiącu ciąży, przed dzieckiem Alkmeny. W ten sposób syn Zeusa, Herakles, stracił Mykeny, a ich władcą został Eurysteus, który panował też nad Tirynsem i Mideą.
Graves pisze, że Zeus przechwalał się na Olimpie, że narodzi się jego syn, którego nazwie Heraklesem („chwałą Hery”). To małżonka wymogła na nim obietnicę, że Perseida, który przyjdzie na świat jeszcze tego samego dnia, zostanie wspaniałym monarchą. Kronida zgodził się, jego żona popędziła zaś do Myken, przyśpieszając poród Nikippe. Potem zaś przeniosła się do Teb, gdzie pod drzwiami rodzącej Alkmeny skrzyżowała nogi i powiązała swe szaty w węzły oraz splotła palce. Wedle jeszcze innej wersji pomogła jej Historis. Tak czy inaczej udało jej się opóźnić poród o godzinę, a w tym czasie Eurysteus zdążył już przyjść na świat.
Herze to nie wystarczyło. Zesłała na zeusowego syna atak szału, w wyniku którego dokonał on zabójstwa swych dzieci. Gdy udał się do wyroczni delfickiej z pytaniem, jak ma odpokutować swą zbrodnię, kapłanka nakazała mu udać się na służbę do Eurysteusa. Miał wykonać dla niego 12 prac. Eurysteus nie dysponował ani tężyzną fizyczną, ani moralną. Przedstawiano go jako niegodnego otrzymanej władzy. Władca Myken bał się krewniaka, aż drżał przed nim, jako że kuzyn był synem boga. Taki sługa mógł łatwo zbuntować się i przejąć władzę w mieście. Król starał się go przeto nie tylko upokorzyć, ale wymyślał też takie zadania, podczas wykonywania których sługa powinien w jego opinii zginąć. Jednak wykonywanie tych prac przyniosło herosowi sławę. Eurysteus nawet nie wpuścił go do miasta, rozkazywał mu przez herolda Kopreusa, Pelopidę, który zbiegł do Myken po pozbawieniu życia Ifitosa. Eurysteus oczyścił go. Sam władca chował się przez Heraklesem w zakopanej w ziemi urnie z brązu. Graves widzi w tym udawaną corocznie śmierć, podczas której za monarchę rządził przez 1 dobę kto inny, np. potomstwo herosa.
W efekcie prac Herakles przyprowadził do Myken żywą łanię kerynejską, a także byka kreteńskiego, którego Eurysteus poświęcił Herze i wypuścił, a w końcu i Cerbera. Dziesięć pierwszych prac bohater wykonał w czasie 8 lat i miesiąca.
Dwóch z prac Heraklesa Eurysteus nie uznał za należycie wykonane, jako że heros otrzymał za nie wynagrodzenie. W końcu, po zakończeniu wszystkich prac, władca Myken urządził ucztę ofiarną. Jego synowie podali jednak Heraklesowi mniejszą porcję mięsa, niż innym gościom. Syn Zeusa uznał to za obrazę. Pozbawił życia 3 synów Eurysteusa. Władca nie zgodził się potem na zamieszkanie bohatera w Tirynsie. Wedle innej wersji mitu po wykonaniu ostatniej pracy Eurysteus, nie wpuszczając bohatera do miasta, wygnał go. Graves pisze z kolei, że bohater dostał posiłek dawany niewolnikom.
Eurysteus nie poprzestał na tym. Po śmierci Heraklesa nękał również jego ród, który przez władcę musiał opuścić gród. Wedle innej wersji przeciwnie – domagał się wydania mu Heraklidów przez Keyksa. Potomkowie herosa otrzymali jednak wsparcie w Atenach. Wywiązała się wojna. Eurysteus wyruszył na Ateny. Nie wrócił już do domu, zabity w pościgu przez Jolaosa bądź Hyllosa. Jego odciętą głowę przekazano Alkmenie, która wydrapała jej oczy. Król Myken nie pozostawił po sobie potomka, który mógłby odziedziczyć po nim władzę.
Istnieje również inna wersja mitu o Eurysteuszu i Heraklesie, pochodząca z czasów aleksandryjskich. Widzi ona w tych postaciach kochanków. Twierdzi też, jakoby Herakles wykonał swoje prace z miłości dla Eurysteusa.

## Rywalizacja braci – Atreus i Tyestes

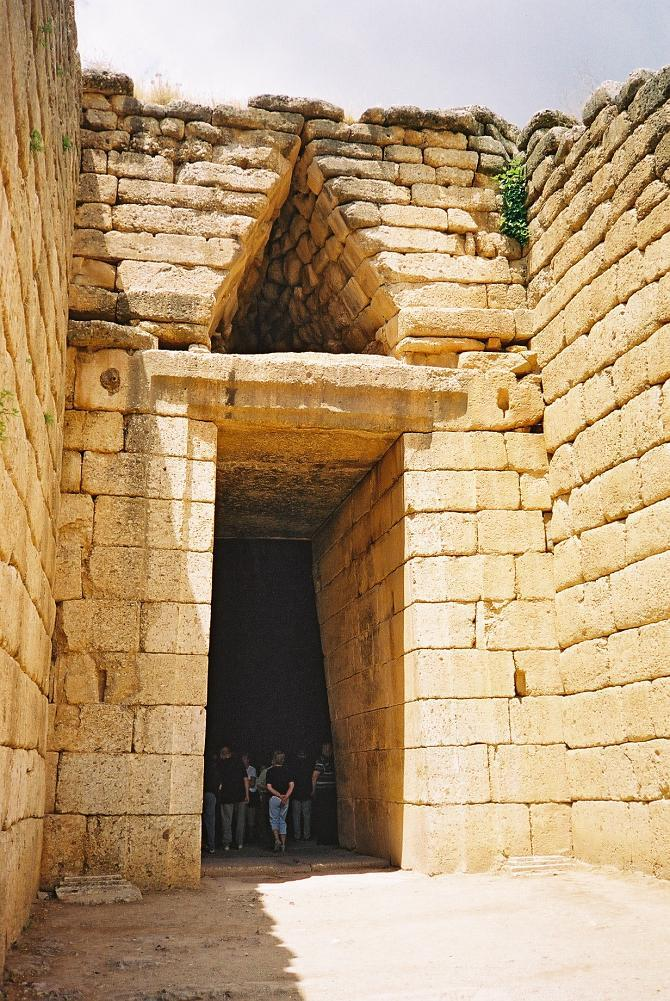
Wejście do tolosu Atreusza

Po gwałtownej śmierci Eurysteusa Mykeńczycy nie mieli nad sobą króla. Zwrócili się wobec tego po radę do wyroczni, aby dowiedzieć się, co czynić w takiej sytuacji. W odpowiedzi usłyszeli, że powinni obrać królem syna Pelopsa. Udali się więc po Atreusa i Tyestesa, który przybyli do miasta.
Atreus i Tyestes darzyli się wielką nienawiścią. Rywalizowali ze sobą o względy kobiet i władzę nad Mykenami, postępując dalece od uczciwości. Mity opowiadające o ich relacji nie występują w twórczości Homera, znane są z późniejszych źródeł.
Ich nienawiść objawiła się po raz pierwszy, gdy starszy z braci, Atreus, znalazł pośród swych stad baranka o runie złotej barwy. Tyestes w zmowie z żoną swego brata Aerope, córką Katreusa, która urodziła Atreusowi Agamemnona i Menelaosa, ukradł mu runo złotego baranka, po czym rozgłosił, że władcą zostanie posiadacz niezwykłego futra. Jego brat, nie wiedząc, że został okradziony, z ochotą przystał na propozycję. Wtedy Tyestes okazał runo i to jego wskazano jako króla. Atreus został jednak uprzedzony lub dopiero po ogłoszeniu władcą jego brata poinformowany w śnie przez Hermesa, który udzielił mu pewnych rad. Pouczony, Atreus zgodził się oddać tron bratu, chyba że słońce wzejdzie na zachodzie, a zajdzie na wschodzie. Tylko takie niezwykłe zjawisko miałoby wskazać, że to jemu należy oddać tron. Tak też się stało, co odczytano jako wielką przychylność bogów. Atreus zasiadł więc na tronie Myken.
Uznany za wybrańca nieśmiertelnych, począł postępować nader śmiało. Nękał brata, jak tylko potrafił. Z początku wygnał go z Myken. Dowiedziawszy się jednak o związku brata ze swoją własną żoną popełnił jeszcze gorszą, straszliwą zbrodnię. Udał wpierw, że chce pogodzić się z młodszym Pelopidą, wysłał mu przeprosiny i poprosił o powrót. Brat, łagodniejszego usposobienia, na jego zaproszenie powrócił do grodu. Potajemnie pochwycono 3 jego synów o imionach Aglaos, Kallileon i Orchomenos bądź dwóch zwanych Tantalem i Plejstenesem, zrodzonych przez nimfę najadę. Prosili oni o łaskę przy ołtarzu Zeusa, odmówiono im jednak schronienia w świętym miejscu i pozbawiono życia. Atreus nie tylko zabił bratanków, zostali oni poćwiartowani, ugotowani i podani ich ojcu jako potrawa (w postaci pieczeni). Synowie Pelopsa razem jedli, pili, okazywali sobie czułości. Tyestes podczas uczty skosztował straszliwego dania. Wtedy bądź pod koniec uczty starszy brat posłał po koszyk i pokazał mu głowy oraz być może ramiona jego dzieci i oznajmił, że właśnie zjadł swych synów. Następnie wygnał Tyestesa. Oburzone wstrętnym czynem, schowało się wtedy przychylne wcześniej Atreusowi słońce.
Nieszczęśnik udał się do Sikyonu. Opierając się na wyroczni, potajemnie spłodził ze swą córką Pelopią syna Ajgistosa. Dziewczynę pojął za żonę jej stryj Atreus. Pelopia po urodzeniu dziecka porzuciła je. Znaleźli je pasterze. Wykarmili je mlekiem kozy. Wieść o znalezionym chłopcu doszła do Atreusa, który przygarnął i wychował dziecko, nie domyślając się nawet jego pochodzenia. Gdy chłopiec stał się mężczyzną, przybrany ojciec namówił go do zabójstwa Tyestesa. Ten jednak dowiedział się w końcu prawdy i zwrócił się przeciwko władcy Myken. Wrócił do perseuszowego grodu i zabił jego władcę. Potem oddał państwo swemu ojcu bądź też panował wraz z nim.
Również królowa Aerope nie przeżyła rywalizacji braci.

## Tyestes i walka z Atrydami
Synowie Atreusa, Agamemnon i Menelaos, wychowywali się razem z Ajgistosem w Mykenach, gdy jeszcze rządził ich ojciec Atreus. Kiedy jednak władzę przejął brat poprzedniego monarchy Tyestes, Atrydzi uciekli do Sparty. Udało im się tam sformować armię. Następnie wypędzili swych wrogów.
Tyestes miał żonę Klitajmestrę, córkę Tyndareosa i Ledy. Agamemnon zabił Tyestesa i przejął jego żonę.

## Wielki król Agamemnon

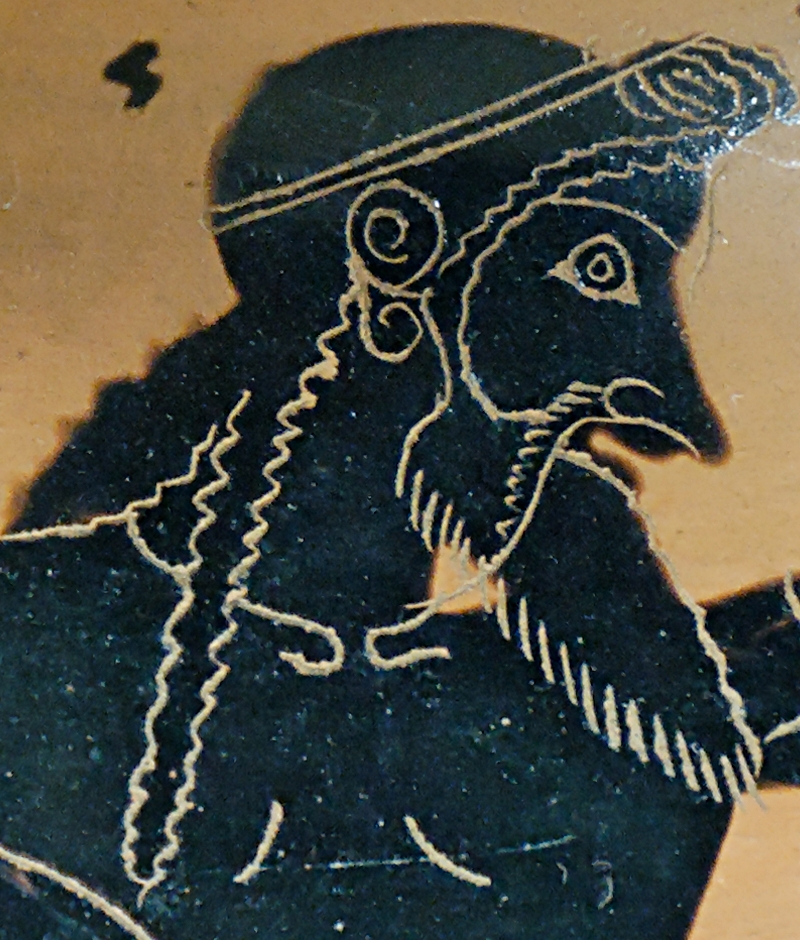
Król Agamemnon

Agamemnon władał Argos. Uczyniło go to jednym z największych władców Peloponezu. Za żonę pojął Klitajmestrę, córkę Tyndareosa. Żona urodziła mu Orestesa, Ifigenię, Elektrę (jest to imię znane z późniejszych przekazów, postać pierwotnie znano pod imieniem Laodike) i Chrysotemis. Jego brat Menelaos wstąpił zaś w związek małżeński z Heleną, siostrą Klitajmestry.
Małżeństwo to stało się przyczyną nieszczęścia Agamemnona. Parys, książę Troi, porwał Helenę, a Agamemnon, wspomagając brata, wyruszył na czele wielkiej armii walczyć z Troją. Nie wahał się w obliczu nieprzychylności Artemidy, na skutek której armia nie mogła wyruszyć, ofiarować bogini w ofierze swojej córki Ifigenii. Bogini darowała jej jednak życie i uczyniła swoją kapłanką na Taurydzie.

## Zabójca Ajgistos i zemsta Orestesa
Agamemnon wyruszył więc walczyć pod Troją. Jego małżonka Klitajmestra wysłała swego syna Orestesa za granicę. Pogrążyła się w rozpaczy po poświęceniu Ifigenii Artemidzie. Jej mąż znalazł sobie pod Troją brankę Chryzejdę. Wedle Parandowskiego zaś, długo nie mając żadnych informacji od męża, córka Katreusa uznała się wdową. W każdym razie w Mykenach rozwinął się związek królowej z Ajgistosem, czy był to romans, czy małżeństwo.
Jednak Agamemnon wrócił spod Troi do Myken. Wiózł ze sobą brankę, Kassandrę, córkę króla Troi, Priama. Dziewczyna ta była wieszczką, jednakże nikt nigdy nie wierzył jej słowom. Także teraz prosiła Agamemnnona, by nie wracał do Myken, odgadła bowiem złowieszcze zamiary Klitajmestry. Agamemnon nie słuchał jej jednak, choć urodziła mu dwóch synów o imionach Teledamos i Pelops. Powrócił do swego miasta, przywożąc bogate łupy z Azji. Z daleka wypatrzono go z wieży, jak zdążał białymi drogami do – jak sądził – swego domu. W grodzie Perseusza zapanowała na krótko trwoga. Wiarołomna żona i jej partner spojrzeli na siebie bez słów i wymyślili plan.
W Mykenach przybysze spotkali się z dobrym powitaniem przez Klitajmestrę i Ajgistosa bądź tylko przez nią samą. Powracającemu królowi przygotowano kąpiel. Gdy ten odłożył broń i rozebrał się ze zbroi, by wypocząć w kąpieli, zamordowano go. Inna wersja mówi, że Ajgistos nakazał zabić Agamemnona podczas uczty. Czynu tego mogła dokonać własnoręcznie Klitajmestra lub Klitajmestra wespół z Ajgistosem. Mogli zarąbać Atrydę siekierami. Zabito również Kassandrę i ich wspólne potomstwo. Rzeź przeżył Orestes, którego siostra Elektra ukryła pod swą suknią, a następnie zorganizowała mu ucieczkę z grodu Perseusza. Schronił się u Strofiosa w Fokidzie. Władca wychowywał go w Kirze wraz ze swym synem Pyladesem.
Teraz Ajgistos, przez Parandowskiego zwany przybłędą, oficjalnie zasiadł już na tronie Myken. Mieszkańcy miasta szemrali przeciw niemu, ale podporządkowali się jego twardym rządom.
Dalszy ciąg mitu również posiada różne wersje. W każdym razie Ajgistos nie chciał, by Elektra wydała na świat wnuka Agamemnona, który pomści śmierć wodza. Dlatego też znalazł jej na męża chłopa z Myken lub też zamieszkałego z dala od grodu. Ten jednak nie skonsumował tego małżeństwa. Elektra przez długi czas bytowała w biedzie, samotna. Istnieje też wersja o uwięzieniu jej w mykeńskim zamku. Traktowano ją jak niewolnicę. W końcu jednak los pozwolił jej spotkać brata na grobie ich ojca. Ajschylos opisuje to następująco: książę udał się tam wraz z Pyladesem i pozostawił jako ofiarę pukiel swych włosów. Później zjawiła się tam jego siostra i rozpoznała Orestesowe włosy. Dzięki temu się spotkali. Eurypides natomiast uznaje wersję z rozpoznawaniem brata po włosach za nieprawdopodobną. Zamiast tego wprowadza starca, u Sofoklesa natomiast Orestes okazuje się siostrze pierścieniem Agamemnona, który miał po ojcu. Rozpoznawszy brata, Elektra zażądała od niego pomocy w zemście. Pogrążony w wątpliwościach książę zapytał o radę Apollina, ten zaś polecił mu dokonać zemsty na królu i matce. Rodzeństwo razem z Pyladesem uknuło spisek celem zemsty. Orestes i Pylades zawiadomili władcę Myken o zgonie Orestesa, rzekomo na prośbę Strofiosa pytającego, gdzie powinny zostać pochowane jego szczątki. Ajgistosa nie było wtedy w mieście, ale uradowana królowa, nie musząc już obawiać się zemsty z ręki syna, wezwała męża do Myken. W domu Ajgistosa zapanowała radość, w związku z czym wpuszczono posłańców, którzy przyszli z tą wiadomością. Wedle innej wersji wpuściła ich zamieszkała w pałacu Elektra. Takim sposobem Orestes powrócił do Myken. Dalszy ciąg wydarzeń różni się w zależności od wersji mitu. Homer widzi w nim już mściciela ojca, ale dopiero późniejsza wersja opowiada, że zabił on nie tylko Ajgistosa, ale też Klitajmestrę, swą matkę. Ajgistos, ledwie przybył do swego domu (u Eurypidesa gdy miał on składać nimfom ofiarę), padł pod ciosami mściciela, wydawszy z siebie ostatni okrzyk. Usłyszała go jego żona i przybiegła, na miejscu widząc swego syna, którego tak niedawno uznała za nieżyjącego – trzymał on w ręku miecz. Błagała swe dziecko, by ją oszczędził, odsłoniła nawet swą pierś, którą karmiła go, gdy był niemowlęciem. Orestes był już skłonny zaprzestać zemsty, ale Pylades przypomniał mu, że to Apollo nakazał im się mścić, co wskazuje na święty charakter tej zemsty. W takich okolicznościach Orestes zabił matkę. Od rzezi dokonanej przez Ajgistosa wespół z kochanką do ich śmierci minęło 7 lat.

## Orestes matkobójca i Aletes
Mieszkańcy Myken nie powitali Orestesa z radością. Wprost przeciwnie – oskarżyli go o zbrodnię matkobójstwa. Odczuwał on też straszne wyrzuty sumienia. Orestes opuścił Mykeny, ścigany przez Erynie. Mykeńczycy dowiedzieli się, że złożono go w ofierze Artemidzie w Taurydzie, razem z Pyladesem. W rzeczywistości udał się do Delf, później do Aten, gdzie w końcu został uniewinniony, a następnie rzeczywiście do Taurydy.
Natomiast tron mykeński objął Aletes – syn Ajgistosa.
Tymczasem Elektra udała się do wyroczni z pytaniem, co ma uczynić. Tam spotkała swą siostrę Ifigenię, zaraz potem zaś brata. Wszyscy razem wrócili do Myken, gdzie pozbawili Aletesa życia.
Orestes poślubił Hermionę, z którą został zaręczony przez matkę jeszcze jako dziecko. Urodziła mu syna o imieniu Tisamenos. Rządził Argos i Spartą. Elektra natomiast poślubiła Pyladesa, który zabrał ją do Fokidy.

## Heraklidzi
Potomkowie Heraklesa po zwycięstwie nad Eurysteuszem nie odzyskali tronu Myken. Co prawda pod przewodnictwem Hyllosa udało im się kiedyś opanować wszystkie poleis półwyspu, bogowie jednak zesłali wtedy zarazę na znak, że czas powrotu potomków herosa do jego dziedzictwa jeszcze nie nadszedł. Hyllos udał się po wyjaśnienie do wyroczni, która przepowiedziała mu, że ziemie te odzyskać będą mogli dopiero po trzech żniwach. Kolejna wyprawa również skończyła się niepowodzeniem, a dowodzący nią Hyllos okupił ją życiem. Wnuk Hyllosa Aristomachos podjął kolejną próbę. Jemu z kolei wyrocznia radziła iść na półwysep wąską drogą. Aristomachos ruszył poprzez przesmyk łączący Peloponez z kontynentalną Helladą i również rozstał się z życiem. Jego syn Temenos kolejny raz udał się do wyroczni. Wyjaśniono mu tym razem poprzednie przepowiednie. Trzy żniwa oznaczały trzy pokolenia, które już przeminęły, a wąska droga oznacza drogę morską pomiędzy cieśninami rozdzielającymi Półwysep Peloponeski od kontynentalnej Grecji. Ta wyprawa zakończyła się sukcesem. Zabito między innymi Tisamenosa, dziedzica Orestesa, a Heraklidzi opanowali Peloponez, w tym Argolidę.